# Старе Буяново
Старе Буя́ново (рос. Старое Буяново, чув. Кивĕ Пуянкасси) — присілок у складі Янтіковського району Чувашії, Росія. Входить до складу Новобуяновського сільського поселення.
Населення — 450 осіб (2010; 467 у 2002).
Національний склад:
- чуваші — 98 %